# 富裕街道
富裕街道，是中华人民共和国吉林省长春市南关区下辖的一个乡镇级行政单位。

## 行政区划
富裕街道下辖以下地区：
富裕村。